# Eysines
Eysines ist eine französische Stadt mit 24.436 Einwohnern (Stand 1. Januar 2022) im Département Gironde in der Region Nouvelle-Aquitaine. Sie liegt im Arrondissement Bordeaux und im Kanton Les Portes du Médoc.

## Geographie
Eysines liegt sieben Kilometer nordwestlich von Bordeaux, außerhalb der Ringautobahn (Rocade, A630). Die Gemeinde wird durch Trandgironde-Buslinien und der Straßenbahnlinie D erschlossen.
Nachbargemeinden sind im Norden Le Taillan-Médoc und Blanquefort, im Osten Bruges, Le Bouscat und Bordeaux, im Süden Mérignac und im Westen Le Haillan.

## Bevölkerung
| Jahr      | 1962  | 1968  | 1975   | 1982   | 1990   | 1999   | 2008   | 2017   |
| --------- | ----- | ----- | ------ | ------ | ------ | ------ | ------ | ------ |
| Einwohner | 5.327 | 8.026 | 12.719 | 14.760 | 16.391 | 18.407 | 18.747 | 23.462 |

## Städtepartnerschaften
Eysines pflegt Partnerschaften mit Castrillón in Asturien (Spanien), Clonmel in der Grafschaft Tipperary (Irland), Onești in Rumänien und Sonnino in der Region Latium (Italien).

## Baudenkmäler
Siehe auch: Liste der Monuments historiques in Eysines
- Taubenturm Château Lescombes, erbaut im 17. Jahrhundert (Monument historique)